# Natalie Tennant

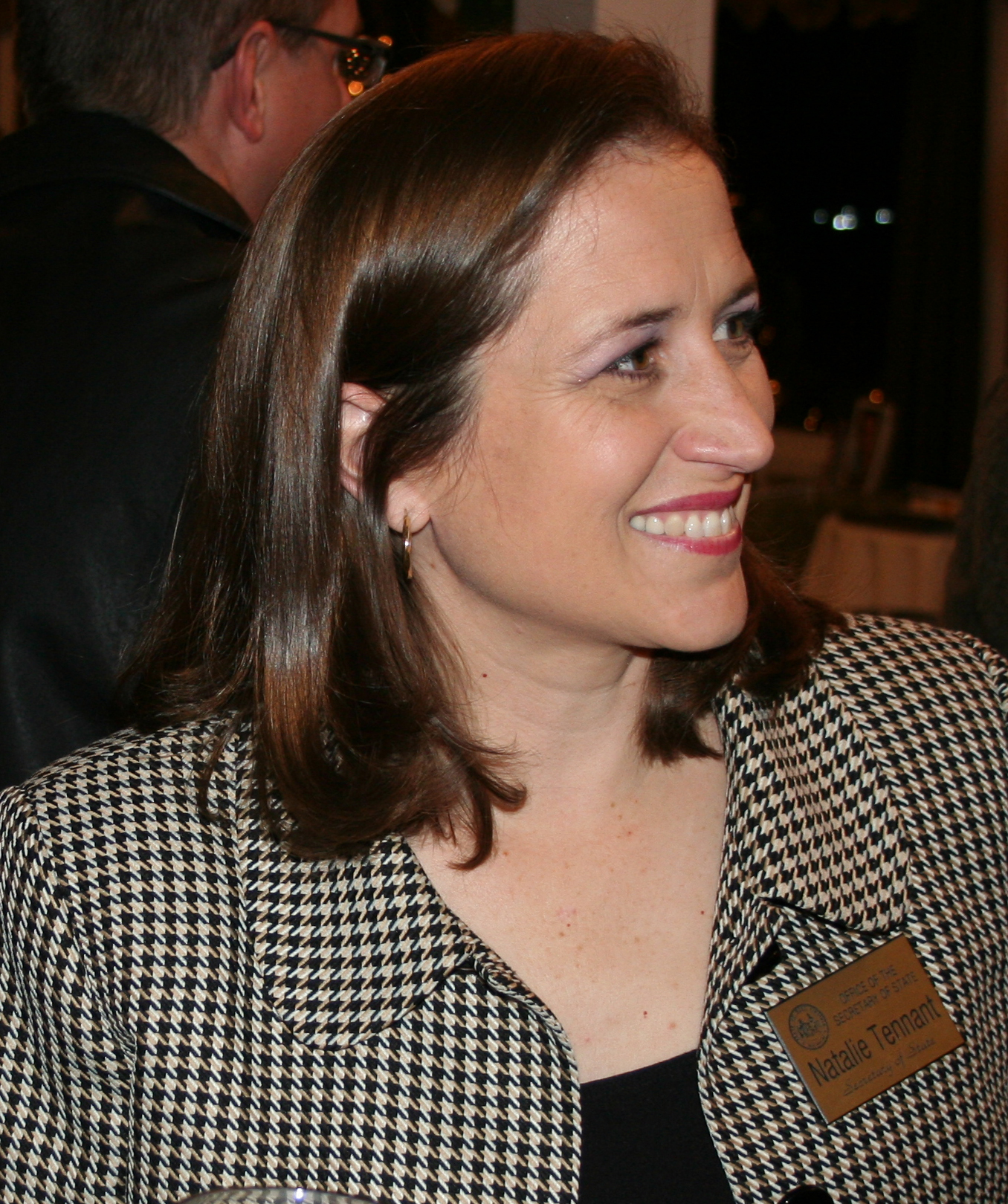
Natalie Tennant (2011)

Natalie E. Tennant (* 25. Dezember 1967 in Fairmont, West Virginia) ist eine amerikanische Politikerin der Demokratischen Partei. Von 2009 bis 2017 war sie Secretary of State des Bundesstaates West Virginia und Kandidatin für den US-Senat 2014.

## Familie und Ausbildung
Tennant wuchs auf einer Farm in Fairview im Marion County auf. Sie ist die Tochter von Rose Mary (geborene Brunetti) und John D. Tennant, Jr. Mütterlicherseits ist sie italienischer Abstammung. Tennant schloss 1986 die North Marion High School in Farmington ab.
Tennant besuchte die West Virginia University und erwarb dort 1991 einen Bachelor in Journalismus. 2002 folgte der Master in Unternehmens- und Organisationskommunikation. Als Studentin der WVU repräsentierte sie 1990 als erste Frau die Universität als Maskottchen der Sportmannschaft (West Virginia Mountaineers). Erst 2009 wurde erneut eine Frau für dieses Amt ausgewählt.
Tennants Bestellung zum Maskottchen der Universität stieß jedoch unter der Studentenschaft auf wenig Gegenliebe. Auf der Einweihungszeremonie wurde sie bespuckt, mit Trinkbechern beworfen und man rief ihr zu, dass sie zurück in die Küche gehen soll. Nachdem sie 1991 ihren Bachelor-Abschluss gemacht hatte, begann Tennant ihre Karriere im Fernsehen und als Journalistin. Auch nach ihrem Ausscheiden aus der West Virginia University blieb Tennant in der WVU-Gemeinschaft aktiv und erhielt im Jahr 1997 den WVU Alumni Association’s Margaret Buchanan Cole Young Alumni Award.
Vor ihrer Wahl zur Secretary of State war sie Miteigentümerin der Wells Media Group, einer Videoproduktions- und Medientrainingsfirma in Charleston, die sie mit ihrem Mann Erik Wells, einem ehemaligen demokratischen Staatssenator aus West Virginia, leitete. Tennant und Wells haben eine Tochter namens Delaney und wohnen in Charleston.

## Politik

### Secretary of State
Bereits 2004 kandidierte Tennant für den Posten des Secretary of State von West Virginia, verlor jedoch gegen Ken Hechler in der Vorwahl der Demokraten.
2008 wurde Tennant mit 65 % der Stimmen zur Secretary of State von West Virginia gewählt. 2012 wurde sie mit 62 % der Stimmen wiedergewählt. 2016 kandidierte sie für eine dritte Amtszeit und wurde knapp vom republikanischen Herausforderer Mac Warner geschlagen. Tennant hatte im zunehmend republikanisch dominierten Bundesstaat – als Ausnahme unter den Amtsträgern – die demokratische Präsidentschaftskandidatin Hillary Clinton unterstützt.

### Gouverneurskandidatur
Nachdem sie seit 2009 Secretary of State gewesen war, bewarb sie sich bei der Wahl 2011 für das Amt des Gouverneurs von West Virginia, scheiterte jedoch in der Vorwahl ihrer Partei an dem interimistischen Gouverneur Earl Ray Tomblin. Sie wurde hinter Tomblin und Rick Thompson Dritte.

### Senatskandidatur
2014 kandidierte Tennant im Zuge der Wahl zum Senat der Vereinigten Staaten für den freigewordenen Senatssitz von West Virginia der Klasse 2. Der amtierende demokratische US-Senator Jay Rockefeller hatte sich entschieden, nicht für eine Wiederwahl zu kandidieren. In der parteiinternen Vorwahl hatte Tennant keine große Gegnerschaft. Erst als zehn namhafte Demokraten eine Kandidatur ablehnten, entschied sie sich, in das Rennen einzusteigen. Tennant kündigte ihre Kandidatur mit folgenden Worten an: „I will fight any Republican or any Democrat – including President Barack Obama – who tries to kill our energy jobs, whether they are coal, natural gas, wind or water.“ Tennant sicherte sich im Laufe der Wahl auch namhafte Unterstützung, darunter die der Senatoren Rockefeller und Manchin und des Gouverneurs Tomblin. Auch überregional riefen bekannte demokratische Politiker zu ihrer Wahl auf: Die Senatorinnen Heidi Heitkamp und Elizabeth Warren gehörten wie die First Lady Michelle Obama zu ihren Unterstützern. Warren sammelte zudem Spenden für Tennant.
In der Hauptwahl traf Tennant auf die republikanische Abgeordnete des zweiten Kongresswahlbezirks von West Virginia, Shelley Moore Capito. Laut Politico und der New York Times versuchte Tennant, sich während der Wahl von Präsident Obama zu distanzieren. Tennant verlor jedoch deutlich, kam lediglich auf 34,5 % der Stimmen und unterlag in jedem County von West Virginia. Dies war das schlechteste Ergebnis eines Demokraten in allen – bis dato – 38 Wahlen zu einem Senatssitz in diesem Bundesstaat.

## Nach der Politik
Tennant nahm nach ihrer Wahlniederlage 2017 das Angebot der Law School der New York University an, in deren Brennan Center for Justice als Expertin für den Schutz von Wählerrechten zu arbeiten.